# Scrobigera amatrix
Scrobigera amatrix är en fjärilsart som beskrevs av John Obadiah Westwood 1848. Scrobigera amatrix ingår i släktet Scrobigera och familjen nattflyn. Inga underarter finns listade.